# Liiva-Putla
Liiva-Putla – wieś w Estonii, w prowincji Sarema, w gminie Pihtla.